# Jadir
Jadyr Egídio de Souza (Rio de Janeiro, 9 de abril de 1930 - São Paulo, 13 de agosto de 1977), mais conhecido como Jadir, foi um futebolista brasileiro que atuava como defensor.

## Carreira
Jadir viveu sua melhor fase no Flamengo, formando ao lado de Dequinha e Jordan a inesquecível linha de defesa do Tri Carioca de 1953, 1954 e 1955. Ao todo,  atuou em 472 jogos pelo time da Gávea (270 vitórias, 91 empates, 101 derrotas) e marcou cinco gols. Figura nas estatísticas como o 10° jogador com mais jogos pelo clube.
Em 1962, após sair do Fla, fez um único jogo pelo Cruzeiro de Belo-Horizonte e transferiu-se para o Botafogo, onde foi campeão carioca daquele ano.
Algumas fontes apontam ainda uma breve passagem pelo Mallorca da Espanha, antes de se aposentar dos gramados.
Pela Seleção Brasileira, de acordo com o livro “Seleção Brasileira 90 Anos”, de Antonio Carlos Napoleão e Roberto Assaf, atuou em seis vezes partidas (duas contra Portugal, duas contra Argentina, uma contra Bulgária e uma contra o Paraguai) obtendo cinco vitórias e uma derrota.

## Conquistas
Flamengo
- Torneio Início do Campeonato Carioca - 1952
- Campeonato Carioca[4]: 1953, 1954 e 1955
- Torneio Rio-São Paulo: 1961
- Torneio Octogonal de Verão do Uruguai: 1961
- Troféu Magalhães Pinto: 1961

Botafogo
- Campeonato Carioca: 1962[4]